# 努卡克國家自然保護區
努卡克國家自然保護區（西班牙語：Reserva nacional natural Nukak），是哥倫比亞的自然保護區，位於該國北部瓜希拉省，成立於1989年9月20日，面積8,550平方公里，每年平均降雨量3,000至3,600毫米。